# 琵琶湖ホテル
琵琶湖ホテル（びわこホテル）は、京阪グループの京阪ホテルズ&リゾーツ株式会社が運営するホテル。滋賀県大津市に所在する。
2016年（平成28年）9月まで当ホテルを運営した株式会社琵琶湖ホテルは、同年10月1日付で京都タワー株式会社に吸収合併され、京阪ホテルズ&リゾーツ株式会社となった。

## 概要

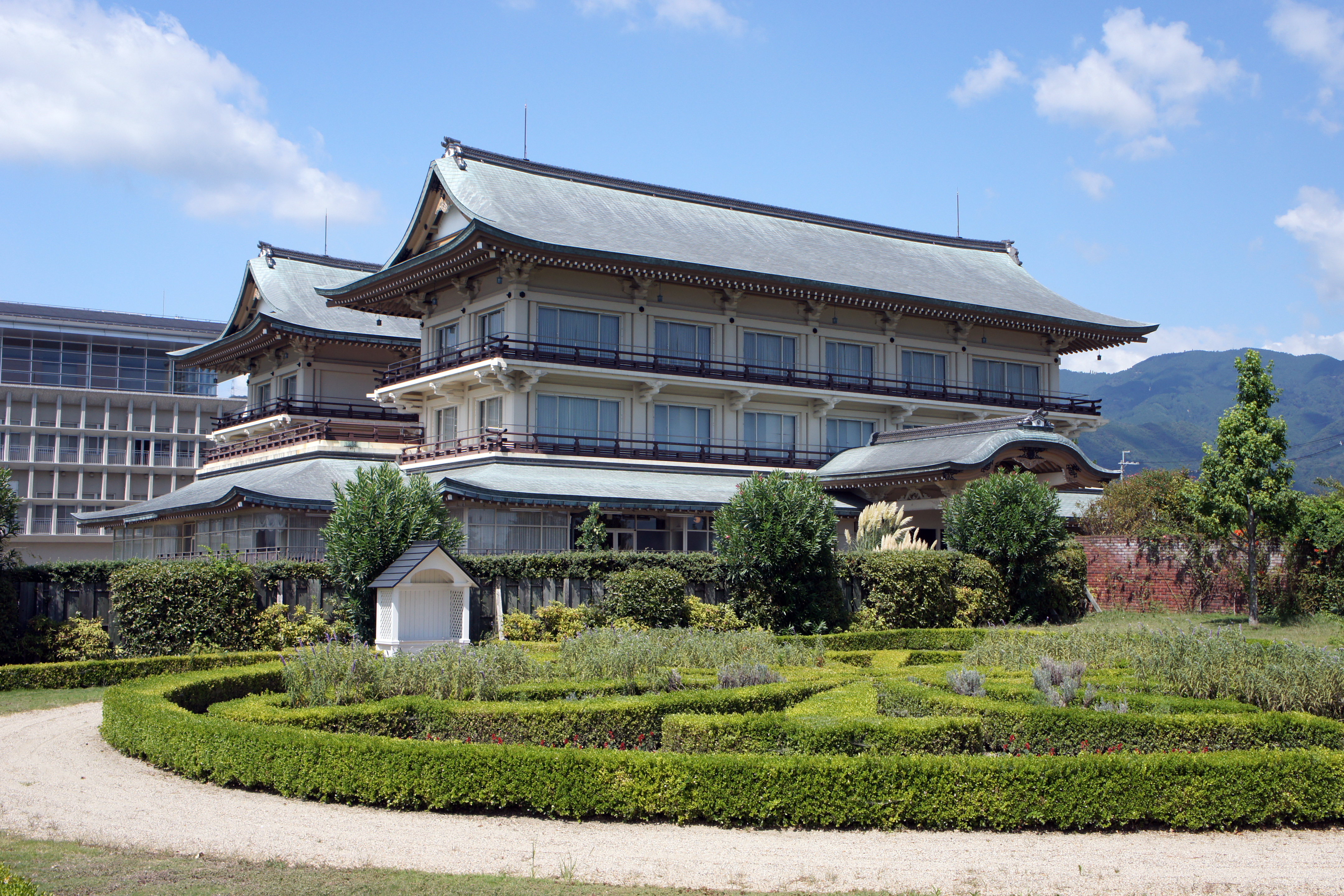
初代琵琶湖ホテル（現：びわ湖大津館）

1934年（昭和9年）、外国人観光客を誘致する国策（鉄道省国際観光局）のもと、国際観光ホテル（国策ホテル）として創業した。ヘレン・ケラーやジョン・ウェインらが宿泊したことでも知られている。
第二次世界大戦後、駐留アメリカ軍専用ホテルとして接収され、接収解除後も1957年（昭和32年）10月まで駐留軍専用ホテルとして使用された。自主営業再開にあたり民間資本導入が必要と考えた滋賀県が京阪電鉄に資本協力を求め、京阪電鉄も株式を引き受け1972年（昭和47年）8月には株式会社琵琶湖ホテルの筆頭株主となり、翌1973年（昭和48年）10月には滋賀県より32万株を譲り受け、発行株式の51パーセントを占め子会社化した。
株式会社琵琶湖ホテルの株式は、店頭株式市場（現在の東京証券取引所スタンダード）に1963年（昭和38年）7月から登録されていたが、日々の出来高が少ないことを理由に1993年（平成5年）3月で店頭株式登録が取り消された。後に完全子会社化されている。
ホテルの営業以外に北陸自動車道賤ヶ岳SAで1986年（昭和61年）11月21日よりレストランを営業。2008年（平成20年）5月21日よりホテル京阪ユニバーサルタワー内のレストラン・宴会場の営業を受託している。
過去には琵琶湖汽船のミシガン・ビアンカの船内営業を受託していた他、瀬戸大橋京阪フィッシャーマンズワーフのレストランを営業していた。

## 沿革

### 年表
- 1934年（昭和9年）
  - 2月17日：資本金20万円で「株式会社琵琶湖ホテル」を設立。
  - 10月27日：琵琶湖ホテルが開業する。
- 1957年（昭和32年）12月1日：本館が自主営業を再開する。
- 1960年（昭和35年）8月1日：旅館「びわこ」の兼業を開始。
- 1961年（昭和36年）8月1日：和式旅館を新築。
- 1969年（昭和44年）8月19日：新々館を増築。
- 1975年（昭和50年）5月24日：第26回全国植樹祭開催に合わせて来県した昭和天皇の行在所となる[4]。
- 1981年（昭和56年）10月11日：第36回国民体育大会開催に合わせて来県した昭和天皇の行在所となる[5]。
- 1982年（昭和57年）4月29日：琵琶湖汽船・ミシガンの船内営業を受託。
- 1986年（昭和61年）11月21日：賤ヶ岳SA（北陸自動車道）での営業を開始。
- 1988年（昭和63年）4月1日：瀬戸大橋京阪フィッシャーマンズワーフ内にレストランが出店する。
- 1990年（平成2年）4月14日：琵琶湖汽船・ビアンカでの船内営業を開始。
- 1996年（平成8年）4月1日：瀬戸大橋京阪フィッシャーマンズワーフ内のレストラン受託契約を解除。
- 1998年（平成10年）10月1日：現在地に移転し、浜大津アーカス内に開業。
- 2005年（平成17年）
  - 3月10日：ミシガンの船内営業受託を終了。
  - 3月11日：ビアンカの船内営業受託を終了。
- 2008年（平成20年）5月21日：ホテル京阪　ユニバーサル・タワー内のレストラン・宴会場部門営業を受託。
- 2016年（平成28年）10月1日：京都タワー株式会社が株式会社琵琶湖ホテル及び株式会社京都センチュリーホテルを吸収合併し、京阪ホテルズ&リゾーツ株式会社に商号を変更する。

### 浜大津への移転
創業以来の建物は1998年（平成10年）8月24日付けで閉鎖され、同年10月1日に大津港と浜大津駅（現・びわ湖浜大津駅）の間に造られた「浜大津アーカス」の隣（現在地）に移転開業した。現在の建物は建築家シーザー・ペリの設計（直接の設計ではなくデザイン）で地上13階建て。移転に合わせて旧ホテル敷地に有ったヘレン・ケラーの植樹した桜の古木も移送されたが、後の検証でこの桜の木をヘレン・ケラーが植樹したという根拠はなかったといわれている。移植されたその桜の木は後に枯れてしまった。
浜大津への移転後、敷地・建物を大津市が取得し、敷地は柳が崎湖畔公園になった。1934年（昭和9年）竣工の旧本館はRC造の近代和風建築であり、修復されて、2002年（平成14年）に「びわ湖大津館」としてオープンし公式サイトのている。

### シンボルマーク
グラフィックデザイナーの松永真がデザインしたもの。シンボルマークは、白地に「琵琶湖とそれを取り巻く四季おりおりの風」を曲線を駆使した青色と水色の2つの形状を組み合わせて表現している。

## 館内構成
公式サイトの「フロアマップ」を基に再構成。5階から上を客室としているが、最上級客室は4階に設けられている。
| 階 | 設備                                              | 備考                                                     |
| -- | ------------------------------------------------- | -------------------------------------------------------- |
| 13 | 屋上展望台（ルーフトップテラス）                  | （※「屋上アウトドアバーベキュー 星」は季節限定営業）     |
| 12 | 上級客室（プレミア・ラグジュアリーフロア アクア） | スイートルーム（ロイヤルスイート・ジュニアスイート）併設 |
| 11 | 上級客室（プレミア・ラグジュアリーフロア アクア） |                                                          |
| 10 | 普通客室（デラックスフロア ルミナ）               |                                                          |
| 9  | 普通客室（デラックスフロア ルミナ）               |                                                          |
| 8  | 普通客室（デラックスフロア ルミナ）               |                                                          |
| 7  | 普通客室（デラックスフロア ルミナ）               |                                                          |
| 6  | 普通客室（スーペリアフロア ナチュラ）             |                                                          |
| 5  | 普通客室（スーペリアフロア ナチュラ）             | 和宴会場併設                                             |
| 4  | 温泉（瑠璃温泉 るりの湯）                         | 最上級客室（プレミア・ラグジュアリーフロア ビスタ）併設  |
| 3  | チャペル・小宴会場                                | 大宴会場併設                                             |
| 2  | フロント・ロビー・ショップ・クラブラウンジ        | レストラン・中宴会場・屋外ガーデンプール（夏季のみ）併設 |
| 1  | 駐車場・美容院・フローリスト・プール受付          |                                                          |

付記
- クラブラウンジは最上級客室・上級客室（計45室。うち4室は最上級客室[9]）に宿泊される方のみ利用することができる（※未就学児を除く）[12]。
- レストラン（5店舗）・カフェ（1店舗）・バー（１店舗）はすべて2階に集約されている[7][13]。

## アクセス
鉄道
- 京阪石山坂本線・京津線びわ湖浜大津駅より徒歩5分[14]。
- JR琵琶湖線（東海道本線）大津駅よりシャトルバス[15]で約5分、徒歩で約10分[14]。

自動車
- 名神高速道路大津ICより約5分[14]。  - （駐車場：155台収容（※身障者用スペースを含む）[14]）

## 周辺
- 大津港 - 琵琶湖汽船が運航する遊覧船（ミシガンなど）のりば。
- 浜大津アーカス - 隣接する施設。
- 大津湖岸なぎさ公園
- 大津市民会館

## その他
- 天皇明仁と皇后美智子（当時）の宿泊に伴い、浜大津での開業以来の特徴であったウッドデッキを2008年に改修した。2023年にウッドデッキを改修した時は、正面玄関前の床を張替える工事も並行して行われた[16]。
- 現在地（大津市浜町）へ移転する前のホテル（現在のびわ湖大津館）はテレビ朝日系列で放送した刑事ドラマ、『西部警察 PART-III』の「爆発5秒前 ! 琵琶湖の対決 - 大阪・大津篇 -」（1984年5月6日放送。日本全国縦断ロケの1つ）に少しだけ映る[注 2][17]。